# Нижний интернет
«Нижний интернет» — неформальное определение для русскоязычного Интернет-сегмента, содержание которого значительно отличается от стандартного контента в сети и нередко противопоставляется общепринятым нормам поведения. Представителями нижнего интернета обычно являются аморальные личности, душевнобольные, бывшие заключенные, лица с алкогольной или наркотической зависимостью.

## История
На русскоязычном пространстве никто не проводил анализ и систематизацию условного деления интернета среди молодежи на «верхний» и «нижний» и дальнейшую классификацию. Вместе с тем существует всемирно известная концепция карнавально-смеховой культуры Михаила Бахтина.

## Общие черты
Нижний интернет — медиаресурсы, на которых сконцентрированы меньшие массы деятелей и аудитории в отличие от «верхнего». Сами авторы нацелены в первую очередь на создание продукта интересного им, не обращая внимания на количество привлеченной аудитории, число просмотров и возможную прибыль. Включает демонстрацию неприемлемых для широкой аудитории действий.
- Специфическая аудитория. Как правило, это люди, не разделяющие ценности «верхнего» интернета. Их может объединять неприязнь к мейнстриму, поиск альтернативных взглядов, стремление к эпатажу или просто желание найти «своих».

- Контент. Часто провокационный; чёрный юмор, трэш, нецензурная лексика, конспирология, маргинальные темы. Автор контента может позволить себе едкие высказывания и прочие вещи, которые несвойственны «верхнему» интернету[6].

- Платформы: закрытые группы, форумы, анонимные имиджборды, YouTube-каналы, Telegram-каналы[1].